# 三好万次
三好萬次（みよし まんじ 1893年5月28日 - 1967年7月30日）は、日本の実業家で近畿日本鉄道株式会社元代表取締役会長、近畿車輛株式会社取締役。京都府出身。

## 来歴・人物
1915年（大正4年）、関西大学専門部法律学科在学中に大阪電気軌道（現・近畿日本鉄道）に入社。会計課長から総務部長を経て、1934年（昭和9年）には常務取締役、３年後専務取締役に就任。1944年（昭和19年）には常任監査役となるが、1947年（昭和22年）、公職追放令により同社を退職。1951年（昭和26年）、公職追放解除となり、再び近畿日本鉄道取締役に就任。1954年（昭和29年）には同社取締役会長に選ばれた｡1960年（昭和35年）には関西大学第四代理事長に就任した。晩年は、八尾市教育委員として地元の教育事業にも尽くした。